# Allmannshauser Steilwand
Die Allmannshauser Steilwand (auch Allmannshauser Wand) ist eine Felswand unterhalb der Wasseroberfläche des Starnberger Sees. Sie ist ein überregional bekanntes Tauchziel, das jedes Jahr von ca. 4.000 Tauchern aufgesucht wird.

## Lage
Die Felswand befindet sich im mittleren Osten des Sees in der Nähe des Ortes Allmannshausen, nach welchem sie benannt ist.

## Eigenschaften
Die Allmannshauser Steilwand bietet in verschiedenen Tiefenstufen diverse Anhalts- bzw. Pausenpunkte für Taucher. In einer Tiefe von 40 Metern befindet sich ein Warnhinweis, dass für Taucher, die mit normalen Pressluftflaschen unterwegs sind, aufgrund des Tiefenrausches hier die maximale Tauchtiefe erreicht ist.
Die Steilwand fällt stufenweise bis auf etwa 70 Meter ab. Danach geht sie in eine Halde über bis zur tiefsten Stelle des Sees auf 127,8 m.
Vom 1. November bis 15. März ist der Tauchsport im Bereich des Naturschutzgebietes untersagt; es gibt jedoch den benachbarten Wintertauchplatz.

## Tauchunfälle
Im Zeitraum von 1994 bis Ostern 2017 kamen dort 20 Taucher bei Tauchunfällen ums Leben.